# William Roper
William Roper (c. 1496 - janvier 1578) est un avocat anglais et député. Fils d'un gentleman du Kent, il épouse Margaret, fille de Thomas More. Il écrit une biographie très appréciée de son beau-père.

## Biographie
William Roper est le fils aîné de John Roper (décédé en 1524), procureur général d'Henri VIII, et de son épouse Jane (décédée vers 1544), fille et cohéritière de John Fyneux, juge en chef du Banc du Roi. Les Ropers sont une ancienne famille du Kent, propriétaires du manoir de St Dunstan à l'extérieur de la porte ouest de Canterbury, connue depuis sous le nom de Roper Gate. Il fait ses études dans l'une des universités anglaises et étudie le droit à Lincoln's Inn, étant admis au barreau en 1525. Il est nommé greffier des plaids à la Cour du Banc du Roi, poste précédemment occupé par son père, poste qu'il occupe jusqu'à peu de temps avant sa mort. Agé d'environ vingt-trois ans, on pense qu'il rejoint la maison de Thomas More, épousant Margaret, la fille aînée de More, en 1521. Ils vivent ensemble à Well Hall à Eltham, Kent.
Erasme, qui connait bien More et sa famille, décrit Roper comme un jeune homme "riche, de caractère excellent et modeste et qui ne manque pas de connaissances en littérature". Roper se convertit à la doctrine luthérienne de la justification par la foi et parle si librement de sa croyance qu'il est convoqué devant le cardinal Wolsey sous une accusation d'hérésie, avec de revenir au catholicisme.
Roper et sa femme accueillent Margaret Throckmorton. Elle devient ensuite prieure de Sainte Monique à Louvain.
Il est membre de divers parlements (en tant que député de plusieurs circonscriptions, dont Rochester et Cantorbéry) entre 1529 et 1558 et nommé haut shérif de Kent pour 1554-1555. Bien qu'il soit resté catholique, il est autorisé à conserver sa charge de protonotaire de la Cour du Banc du Roi après l'avènement d'Élisabeth Ire. Cependant, sa diatribe contre la défunte mère d'Elizabeth, Anne Boleyn, dans sa biographie de More, lui vaut l'inimitié de nombreux loyalistes et protestants élisabéthains.
Sa biographie de Thomas More est écrite sous le règne de Marie Ier près de vingt ans après la mort de More, mais n'a été imprimée qu'en 1626, date à laquelle elle devient une source principale pour les premiers biographes de More en raison de la connaissance intime de Roper sur son beau-père.